# Kastell Lorch
Das Kastell Lorch war ein römisches Grenzkastell nahe am Rätischen Limes, der seit 2005 den Status eines UNESCO-Weltkulturerbes besitzt. Die vermutlich um 150/160 n. Chr. errichtete Garnison liegt heute mitten in Lorch, einer Stadt im Ostalbkreis, Baden-Württemberg, und ist fast vollständig überbaut.

## Lage

Lage des Kastells zur Zeit der Reichs-Limeskommission

Grundriss des Kastells nach den Befunden der RLK

Das Kastell wurde auf der Nordseite des in diesem Bereich von Westen nach Osten ausgerichteten Remstales am Ausgang einer kleineren, aber tiefen, von Norden nach Süden laufenden Senke errichtet. Der Rems entlang zog sich in der Antike die Trasse einer wichtigen, von Cannstatt kommenden Fernverbindung hin. Auf den nördlichen Geländeabschnitten hoch über dem Remstal verlief die römische Grenzpalisade, die aus nördlicher Richtung kommend nahe bei Lorch einen starken Knick nach Osten machte. Neben der Limessicherung war Lorch in diesem Abschnitt auch der letzte größere militärische Standort der römischen Provinz Germania superior. Nur wenige Kilometer östlich begann bereits die Provinz Raetia. Dort lag auf dem südlichen Talhang am Schirenhof das nächste Kohortenkastell.

## Forschungsgeschichte
Erste Vermutungen für einen römischen Lagerplatz wurden an dieser Stelle in der Mitte des 19. Jahrhunderts laut. Durch die Reichs-Limeskommission (RLK) unter Major Heinrich Steimle, einem Streckenkommissar, erfolgten 1893 erste Sondierungen. Weitere Möglichkeiten boten sich aufgrund der schwierigen örtlichen Situation erst 1895/96, als im Kastellbereich eine Kanalisation erbaut wurde. Insgesamt erfasste die RLK hauptsächlich Abschnitte der Umfassungsmauer.
Bei Bauarbeiten stieß man in der Vergangenheit westlich und östlich des Militärplatzes immer wieder auf Überreste des antiken Lagerdorfes. 1954 wurde das Brandgräberfeld angeschnitten. Eine erste Flächengrabung im Kastell selber führte das Landesdenkmalamt Baden-Württemberg aber erst 1986/87 im Zuge eines Tiefgaragenbaues zwischen Kirchstraße und Rathaus durch. Der angeschnittene Lagerteil gehörte zum südöstlichen Viertel der Anlage. Trotz teilweiser Störung der römischen Baureste durch mittelalterliche und neuzeitliche Eingriffe konnte diese Grabung erste wichtige Ergebnisse zur Struktur der Garnison liefern.
Kastell Lorch gilt heute als archäologisches Denkmal.

## Baugeschichte

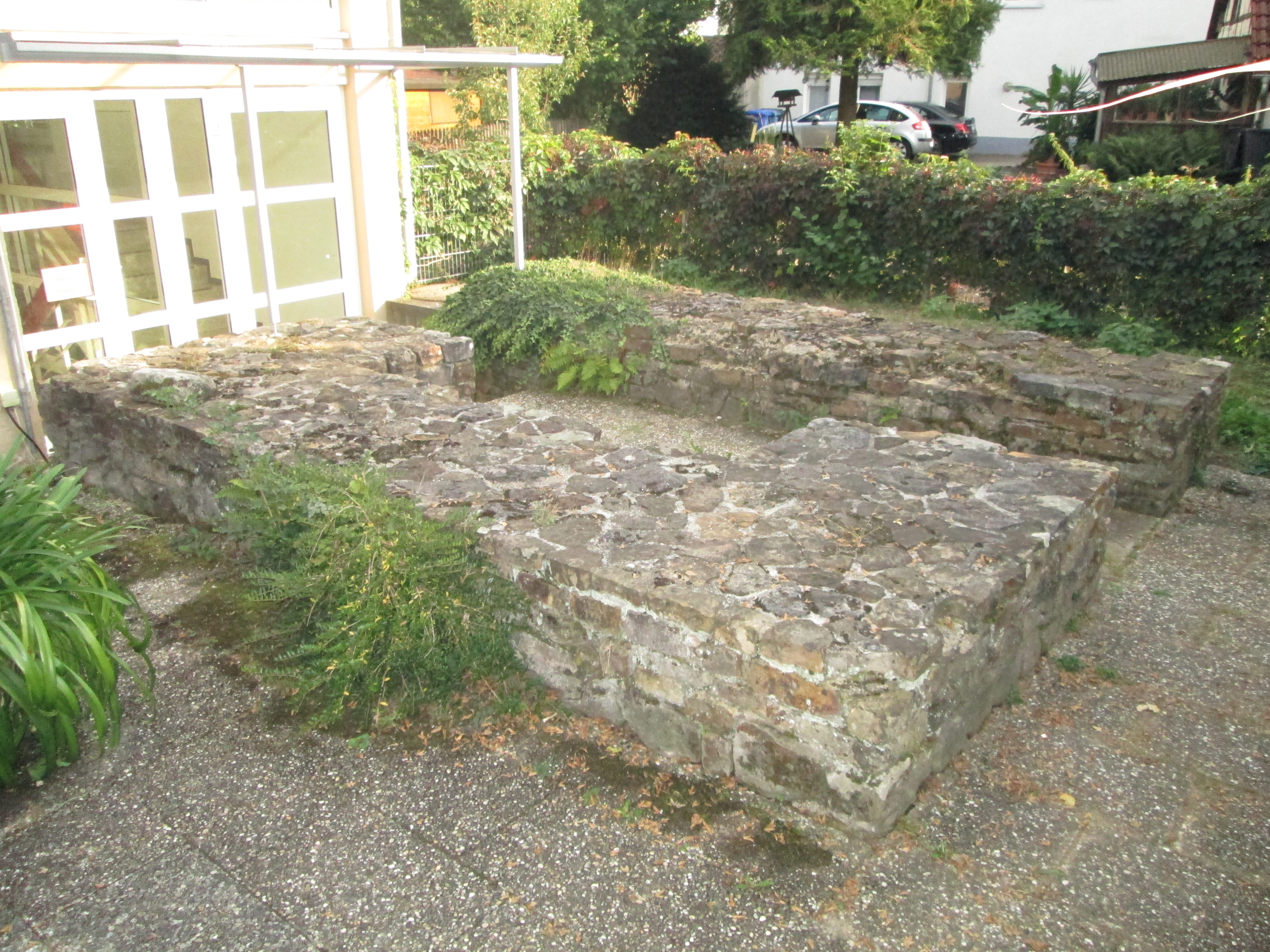
Konserviertes Fundament des Nordturms am Westtor

Die Forschung geht davon aus, dass das 2,47 Hektar große Kastell nach seiner Erbauung von einer namentlich bisher unbekannten teilberittenen Einheit belegt wurde, die zuvor im Kastell Köngen am Neckar stationiert gewesen war. Die Ost- und Westseite der Anlage war 153,5 und 154 Meter lang. Die Nordseite maß 158,4 Meter, die Südseite 162,8 Meter. Die Wehrmauer waren an den vier Ecken abgerundet (Spielkartenform).
Dass die damaligen Geometer den Grundriss etwas verschoben festlegten, führen Fachleute auf eventuelle damalige Gerätefehler zurück. Insgesamt folgte der Steinausbau aber, wie Forschungen nahelegen, einem festgelegten Normplan. Von einem älteren Holzkastell ist nichts bekannt, auch wenn es schon früh Münzfunde gegeben hat, die teils weit vor die Erbauungszeit von Kastell Lorch reichen. Dies ist jedoch nichts Ungewöhnliches. So wurden beispielsweise im Bad des Kastells Schirenhof verlorengegangene Münzen aus voraugusteischer Zeit aufgefunden. Dendrochronologische Untersuchungen an der Holzpalisade des nahegelegenen obergermanisch-rätischen Grenzzaunes beim Kleinkastell Kleindeinbach haben ergeben, dass diese höchstwahrscheinlich noch im Jahr 164 n. Chr. erbaut worden ist. Ähnliche Befunde wurden an der Palisade aus Schwabsberg gemacht. Ein am Limestor Dalkingen aufgedeckter einfacher Zaun, der laut dem dortigen Ausgräber Dieter Planck noch vor der Palisade um 130/135 n. Chr. errichtet wurde, bestätigt die Angaben aus Lorch, die dieses Kastell nach Räumung von Köngen um 159 n. Chr. in die Zeit „um 150“ betten. Wirklich eindeutige Angaben könnte unter anderem nur ein Holzbefund aus dem Kastell selber machen.

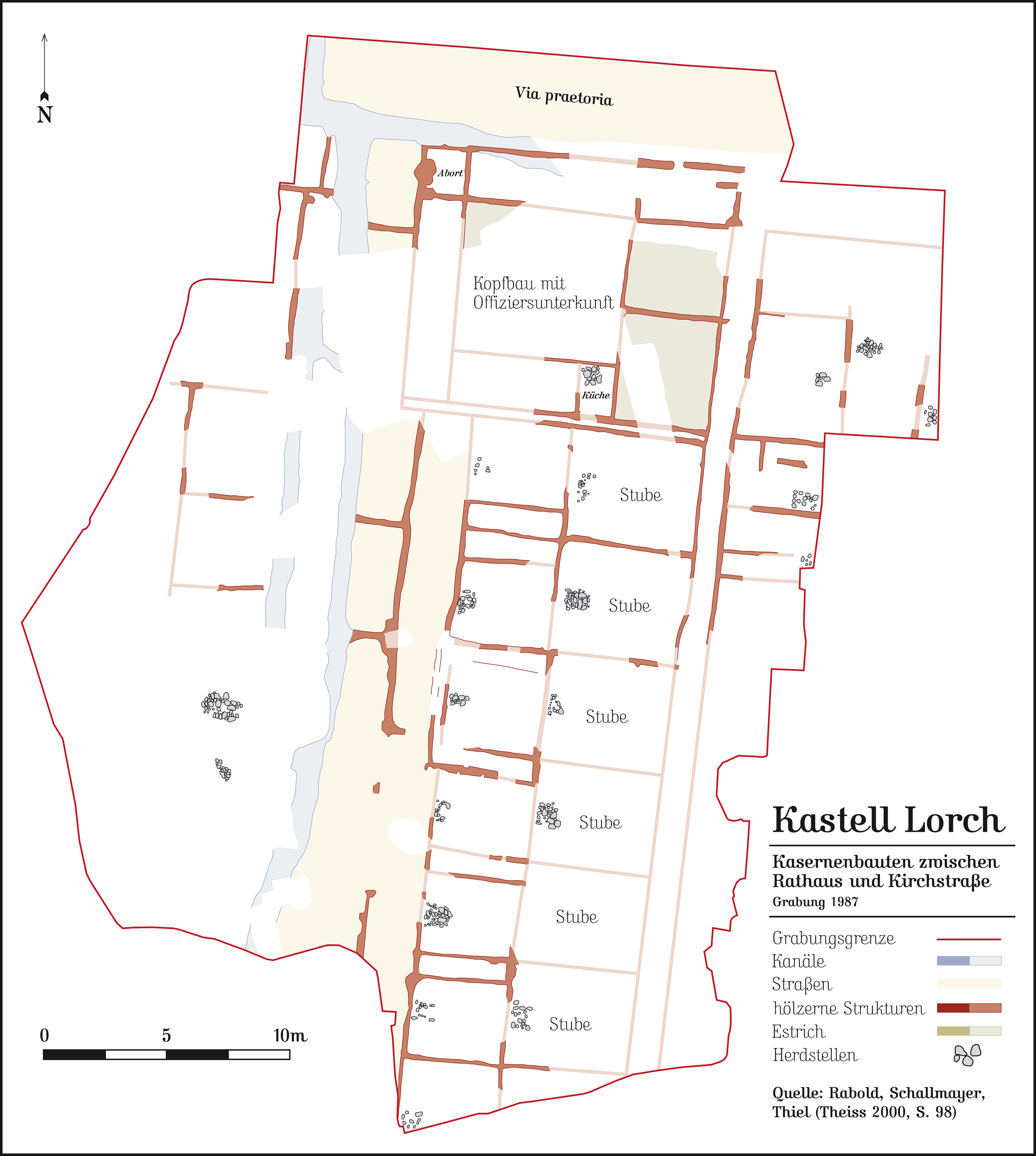
Die Grabungsfläche mit den Grundrissen der 1986 bis 1987 aufgedeckten Mannschaftsbaracken.

Die bis zu 1,3 Meter breiten Wehrmauern, die mit sorgfältig bearbeiteten, bis zu 0,3 Meter breiten Mauerschalen aus dem örtlich anstehenden Stubensandstein verblendet wurden, umfassen einen fast quadratischen Garnisonsort. Dieser Standort war mit seiner Länge und Breite fast genau in west-östliche bzw. nord-südliche Richtung ausgerichtet. Die Lage der Prätorialfront (Vorderfront) ist bisher jedoch unbekannt. Die Principia, das Stabsgebäude, konnten nur in geringen Resten aufgedeckt werden. Über ihnen liegt heute ein Friedhof. Es wurde jedoch angenommen, dass die Porta praetoria, das Hauptausfalltor, in Richtung Westen nach Bad Cannstatt zeigte. Zugleich ist dieses westliche Tor mit seiner von zwei Türmen flankierten Doppeldurchfahrt auch der bisher einzig bekannte Einlass ins Lagerinnere. Während der Grabung 1986/87 wurden im südöstlichen Kastellviertel mindestens zwei hölzerne Mannschaftsbaracken (centuriae) aufgedeckt, die mit ihrer Längsseite fast genau in Nord-Süd-Richtung wiesen. Der Kopfbau dieser Baracken, in dem einst der Centurio und eventuell noch weitere Offiziere, Unteroffiziere sowie Personal gelebt haben, lag nördlich. An ihn schloss sich eine der Hauptlagerstraßen an. In die dazugehörige Grabungszeichnung trug man für diese Straße den Namen Via Praetoria ein, da man in einer zweiten Theorie zur Ausrichtung des Kastells auch an dessen Ostseite, Richtung Rätien, dachte. Die in den Baracken freigelegten, aus Ziegelplatten errichteten Herdstellen der einzelnen Contubernien waren teilweise gut erhalten.

## Vicus, Kastellbad und Brandgräberfeld
Das Kastelldorf, der Vicus, wurde bisher nur in vereinzelten Spuren östlich und westlich der Fortifikation bekannt. Seine vollständigen Ausmaße sind daher nicht zu fassen. Die auf schmalen Parzellen errichteten Bauten der Vicusbewohner waren giebelständig zu den Ausfallstraßen hin errichtet worden. Die trotz der eingeschränkten Befundlage zahlreich geborgene Keramik aus dem Wohngebiet entstand im 2. und 3. Jahrhundert. Bekannt wurde die Abbildung der ursprünglich keltischen Göttin Epona, die Beschützerin der Pferde und des heimischen Herdes, auf einem kleinen Sandsteinrelief. Außerdem ist aus dem Lorcher vicus die Inschrift eines Tonwarenhändlers überliefert.
Das Kastellbad lag vermutlich vor der Porta decumana, dem östlichen Hintertor.
Rund 500 Meter südwestlich der Garnison sind die Reste eines der beiden Gräberfelder ermittelt worden. Dabei stießen die Archäologen unter anderem auf Urnen und Beigabengefäße.

## Truppe
Durch den in Lorch getätigten Fund eines Bronzeanhängers mit eingepunzter Inschrift, der die Form eines römischen Votivblechs hatte, wurden die Vermutungen deutlich erhärtet, dass eine Cohors equitata, eine teilberittene Einheit, dort stationiert war. Leider geht aus der Inschrift nicht hervor, um welche Kohorte es sich im Speziellen gehandelt hat. Die teilberittenen Einheiten, die zu den regulären Hilfstruppen (Auxilia) zählten, besaßen eine faktische Gesamtstärke von rund 480 Mann, zu der ein Drittel Kavallerie zählte.
Da mit der Vorverlegung des Limes eine Vielzahl von Kastellen sehr abgelegen und militärisch nutzlos geworden waren, wurden sie aufgelassen und die Besatzungen nach vorne an die neue Grenze verlegt. Wohl im Jahre 159 n. Chr. ist das ebenfalls von einer bisher unbekannten Cohors equitata besetzte Kastell Köngen geräumt worden. Im Zuge der Erforschung einzelner Einheiten des römischen Militärs haben sich die Vermutungen dahin verdichtet, dass ein Wechsel der teilberittenen Köngener Einheit über die verbindende Römerstraße nach Lorch als sehr wahrscheinlich betrachtet wird.

## Militaria
In Lorch wurde Militaria hoher Qualität geborgen. Dazu zählt ein nahe dem Kastell entdecktes, 16,5 Zentimeter hohes Bronzemodell eines Siegeszeichens (Tropaeum) aus dem 2. Jahrhundert, das sich heute im Limesmuseum Aalen befindet. Ursprünglich setzte man die übermannsgroßen Tropaea als Siegesdenkmäler an jene Stelle, an der ein Feind besiegt worden war und schmückte es mit Waffen und militärischen Ausrüstungsgegenständen. Während der Grabung 1986 wurde ein Bronzebeschlag mit Gorgonenhaupt gefunden. Außerdem kamen damals eine Vielzahl von Kleinfunden wie Schwertriemenhalter aus Eisen und Bronze ans Licht.

## Nachrömische Entwicklung
Die archäologisch im 9./10. Jahrhundert erstmals zu fassende Hl. Kreuzkirche wurde erstmals 1140 erwähnt. Sie wurde innerhalb der Kastellmauern, ungefähr mittig vor dem Nordtor errichtet. Die Entstehung christlicher Stätten über römischen Kastellen, speziell im Umfeld der einstigen Stabsgebäude ist nicht so ungewöhnlich. So konnte eine ähnliche Konstellation unter anderem auch an den rätischen Limeskastellen Gunzenhausen, Böhming und Kösching beobachtet werden. Im Inneren der Lorcher Kirche wurde eine römische Mauer erfasst, deren aufgehendes Mauerwerk noch in Teilen erhalten war. Es wurde vermutet, dass dieser Baurest zu den einstigen Principia gehört haben könnte.

## Denkmalschutz
Das Kastell Lorch und die erwähnten Bodendenkmale sind als Abschnitt des Obergermanisch-Rätischen Limes seit 2005 Teil des UNESCO-Welterbes. Außerdem sind die Anlagen Kulturdenkmale nach dem Denkmalschutzgesetz des Landes Baden-Württemberg (DSchG). Nachforschungen und gezieltes Sammeln von Funden sind genehmigungspflichtig, Zufallsfunde an die Denkmalbehörden zu melden.